# Hugo Coscia
Hugo Oscar Coscia (Chacabuco, 12 ottobre 1952) è un ex calciatore argentino, di ruolo attaccante.

## Caratteristiche tecniche
Attaccante, giocava solitamente come ala sinistra o destra; fu anche impiegato come centravanti. Benché non fosse dotato di grandi mezzi tecnici, era forte fisicamente, rapido e combattivo, ed era capace di potenti tiri di destro. Nel corso sua carriera ebbe alcuni cali di rendimento che fecero sì che rendesse meno rispetto alle aspettative.

## Carriera

### Club
Cresciuto nell'Estudiantes di La Plata, debuttò in massima serie nel corso della Primera División 1971. Dopo due campionati con i bianco-rossi passò al Colón di Santa Fe, club che militava anch'esso in prima divisione: con la nuova maglia fornì buone prestazioni, tanto da essere convocato in Nazionale. Ceduto al River Plate, con la formazione di Núñez vinse il primo e unico titolo nazionale, il Metropolitano 1977, e riuscì a debuttare in Coppa Libertadores. Dopo un'ulteriore stagione, fu venduto al San Lorenzo, con cui esordì il 5 marzo 1979 contro il Boca Juniors. Passò poi per Boca Juniors, con cui segnò un unico gol contro l'Huracán il 24 settembre 1980, e Rosario Central, con cui ebbe modo di disputare anche la Coppa Libertadores 1981.

### Nazionale
Coscia conta 5 presenze nelle Nazionali giovanili argentine. Chiamato in Nazionale maggiore da César Menotti nel 1975, debuttò il 21 agosto 1975 a Città del Messico contro gli Stati Uniti per la Copa Ciudad de México: segnò 2 gol. Esauritasi la competizione (in cui segnò un'altra rete, il 31 agosto contro il Messico), uscì dal giro della selezione argentina per circa quattro anni. Fu reintegrato nel 1979 dallo stesso Menotti in vista della Coppa America 1979. In tale competizione fu titolare, e giocò 4 incontri: il 2 agosto al Maracanã di Rio de Janeiro marcò un gol contro il Brasile. Una volta finita la manifestazione fu schierato in altre due partite, il 12 settembre a Berlino contro la Germania Ovest e il 16 settembre a Belgrado contro la Jugoslavia.

## Palmarès
- Campionato argentino: 1

River Plate: Metropolitano 1977